# کوشتیل
کوشتیل (به لاتین: Kushtil) یک منطقهٔ مسکونی در روسیه است که در داغستان واقع شده‌است.